# Ernst-August Müller
Ernst-August Müller (* 11. November 1925 in Uengsterode; † 24. Februar 2001) war ein deutscher Physiker. Er lehrte an der Universität Göttingen und war Direktor des Max-Planck-Instituts für Strömungsforschung.

## Leben und Wirken
Ernst-August Müller wurde 1925 im nordhessischen Uengsterode geboren. Nach seinem Kriegseinsatz in der Wehrmacht im Zweiten Weltkrieg und anschließender Kriegsgefangenschaft studierte er von 1946 bis 1950 Physik und Mathematik an der Universität Göttingen. 1953 wurde er dort mit einer Arbeit über das Strömungsverhalten von Gasen promoviert. Die Habilitation erfolgte 1961.
Ab 1951 war er am Max-Planck-Institut für Strömungsforschung, dem heutigen Max-Planck-Institut für Dynamik und Selbstorganisation, in Göttingen beschäftigt. Mit Jahresbeginn 1969 rückte er auf den Posten des Instituts-Direktors auf. Wenig später übernahm er den Lehrstuhl für Angewandte Mechanik und Strömungsphysik an der Universität Göttingen. Die Aeroakustik war sein Hauptgebiet, und hier richtete er seine Forschung auf die Lärmminderung. Von Bedeutung sind dabei seine Untersuchungen zum Fluglärm in der Umgebung von Flughäfen. Seine Erkenntnisse flossen in das deutsche Fluglärmgesetz ein und hatten wesentlichen Anteil an der Zuerkennung des Bundesverdienstkreuzes 1981. Als ausgewiesener Experte mit mehreren Dutzend Aufsätzen in Fachzeitschriften und einigen Buchveröffentlichungen auf dem Gebiet des Umweltlärms wurde ihm 1992 die Erstellung eines lärmphysikalischen Gutachtens für den Flughafen Hamburg angetragen.
1993/94 wurde Müller als Wissenschaftliches Mitglied der Max-Planck-Gesellschaft und als Professor der Universität Göttingen emeritiert. 1998 wurde ihm von der Technischen Universität Berlin die Ehrendoktorwürde in Anerkennung seiner hervorragenden Leistungen und hohen Verdienste auf dem Gebiet der Strömungslehre verliehen. Zuvor hatte er von der Universität Krakau die Kopernikus-Medaille für sein wissenschaftliches Lebenswerk und seine Verdienste um die deutsch-polnische Zusammenarbeit erhalten.
Am 24. Februar 2001 starb Ernst-August Müller im Alter von 75 Jahren.

## Auszeichnungen
- 1981: Bundesverdienstkreuz
- 19??: Kopernikus-Medaille der Universität Krakau
- 1998: Ehrendoktorwürde der TU Berlin

## Werke
- Theoretische Untersuchungen über die Wechselwirkung zwischen einer einfallenden kleinen Störung und der Grenzschicht bei schnell strömenden Gasen. Universität Göttingen, Mathematisch-naturwissenschaftliche Fakultät, Göttingen 1953.
- Die gegenseitige Beeinflussung von laminarer Grenzschicht und Verdichtungsstoß in einer Überschallströmung längs einer schwach geknickten Wand. Universität Göttingen, Mathematisch-naturwissenschaftliche Fakultät, Göttingen 1961.
- (mit Werner Bürck, Martin Grützmacher, Franz Josef Meister:) Fluglärm. Seine Messung und Bewertung, seine Berücksichtigung bei der Siedlungsplanung, Massnahmen zu seiner Minderung. Der Bundesminister für Gesundheitswesen, Göttingen/Bad Godesberg 1965.
- (mit Klaus Matschat, Geert Zimmermann:) Zur Weiterentwicklung von Lärmindizes unter Berücksichtigung der Ergebnisse der Fluglärmuntersuchung der Deutschen Forschungsgemeinschaft in München. Max-Planck-Institut für Strömungsforschung, Göttingen 1973.
- Theodor von Kármán und die angewandte Mathematik. Festvortrag, gehalten am 11. Mai 1981 anlässlich der Feier zum 100. Geburtstag Theodor von Kármáns im Krönungssaal des Rathauses von Aachen. Die Feier wurde von der Rheinisch-Westfälischen Technischen Hochschule Aachen und der Deutschen Gesellschaft für Luft- und Raumfahrt e. V. gemeinsam veranstaltet. Max-Planck-Institut für Strömungsforschung, Göttingen 1981.
- (mit Klaus Matschat:) Vergleich nationaler und internationaler Fluglärmbewertungsverfahren. Aufstellung von Näherungsbeziehungen zwischen den Bewertungsmassen. Forschungsbericht 81-10501307. Im Auftrag des Umweltbundesamtes. Umweltbundesamt, Berlin 1984.

## Herausgaben
- Mechanics of Sound Generation in Flows. Joint Symposium Göttingen/Germany, August 28–31, 1979 Max-Planck-Institut für Strömungsforschung. Springer, Berlin/Heidelberg/New York 1979, ISBN 3-540-09785-6.